# Move Along
Albums de The All-American Rejects
The All-American Rejects
(2003) When The World Comes Down
(2008)
Singles
1. Dirty Little Secret
Sortie : 6 juin 2005
2. Move Along
Sortie : 20 février 2006
3. It Ends Tonight
Sortie : 19 septembre 2006

Move Along est le deuxième album studio du groupe américain The All-American Rejects, sorti en juillet 2005.

## Production et commercialisation
Le groupe commence l'écriture de leur second album à l'automne 2003, la chanson  Dance Inside étant la première finie et jouée pendant leur tournée en cours. Après la fin de leur tournée, Tyson Ritter et Nick Wheeler passent la majorité de l'année 2004 à Destin, en Floride, à écrire. La production de l'album commence à Burbank en Californie au cours du mois de décembre 2004 et dure environ 7 semaines. Les morceaux enregistrés sont ensuite mixés au cours du mois de mars 2005. "We were gone for a year and a half," says Ritter. "We were petrified. But now we feel like everything happened on this record, but so much more" . 
Move Along est sorti en CD, en vinyle (édition limitée à 1000 exemplaires) et, comme l'album précédent, en cassette pour le marché indonésien.

### Singles
Trois singles ont été extraits de Move Along, les trois ayant obtenu un succès commercial et ayant été diffusés à la fois sur des radios rock et pop.
Le premier single, Dirty Little Secret, sort le 6 juin 2005 et se place à la neuvième place du Billboard Hot 100 américain et à la quatrième place des classements Pop 100 et Mainstream Top 40.

Le single éponyme, Move Along, sort le 28 février 2006, mais n'entre dans les classements que l'été suivant. Le morceau atteint alors la quinzième place du Billboard Hot 100 et entre dans le Top 10 du Hot Canadian Digital Singles Chart.

L'été suivant, le groupe sort le morceau "Top of the World" comme single promotionnel aux États-Unis.

Le 19 septembre 2006 sort le troisième et dernier single issus de Move Along, "It Ends Tonight". Ce single atteint la huitième position des classements américains Billboard Hot 100 et Mainstream Top 40.

### Clips vidéos
Le clip vidéo accompagnant le single Dirty Little Secret sort le 11 juillet 2005. Pour le tournage de ce clip, le groupe a pris contact avec Frank Warren, à l'initiative du projet PostSecret. Ce dernier leur a prêté un certain nombre de cartes postales-secret, qui sont tenues par différentes personnes tout au long du clip. Chaque membre du groupe aurait ajouté un secret.
Le clip vidéo associé au single Move Along sort le 18 janvier 2006, un mois avant la sortie officielle du single.
Top of the World est accompagné d'un clip promotionnel composé de vidéos et de photos prises par le groupe durant leurs tournées.
It Ends Tonight se voit accompagné d'un clip le 28 août 2006.

## Liste des pistes
| Move Along | Move Along             | Move Along | Move Along | Move Along | Move Along | Move Along | Move Along | Move Along | Move Along |
| No         | Titre                  | Durée      |            |            |            |            |            |            |            |
| ---------- | ---------------------- | ---------- | ---------- | ---------- | ---------- | ---------- | ---------- | ---------- | ---------- |
| 1.         | Dirty Little Secret    | 3:13       |            |            |            |            |            |            |            |
| 2.         | Stab My Back           | 3:10       |            |            |            |            |            |            |            |
| 3.         | Move Along             | 4:00       |            |            |            |            |            |            |            |
| 4.         | It Ends Tonight        | 4:04       |            |            |            |            |            |            |            |
| 5.         | Change Your Mind       | 3:40       |            |            |            |            |            |            |            |
| 6.         | Night Drive            | 3:23       |            |            |            |            |            |            |            |
| 7.         | 11:11 PM               | 3:04       |            |            |            |            |            |            |            |
| 8.         | Dance Inside           | 4:00       |            |            |            |            |            |            |            |
| 9.         | Top of the World       | 3:25       |            |            |            |            |            |            |            |
| 10.        | Straightjacket Feeling | 3:37       |            |            |            |            |            |            |            |
| 11.        | I'm Waiting            | 3:34       |            |            |            |            |            |            |            |
| 12.        | Can't Take It          | 2:52       |            |            |            |            |            |            |            |
| 42:09      |                        |            |            |            |            |            |            |            |            |

## Crédits
| Groupe - Tyson Ritter – chant, basse, piano - Nick Wheeler – guitare - Mike Kennerty – guitare - Chris Gaylor – batterie Additional roles - Percussions: Lenny Castro - Piano sur "Move Along", "Can't Take It", "It Ends Tonight", "Straitjacket Feeling": Jamie Muhoberac - Claviers et programmation: Howard Benson, Paul Decarli, et Nick Wheeler - Arrangements cordes et chef d'orchestre: Deborah Lurie - Chorale sur "Move Along": Bobbi Page & Bobbilu Kids: Benjamin Byram, Nicolas Harper, Emily Logan, Michael Mayo, Zoe Merrill, Haeley Moore, Aaron Page - Chœurs: Tyson Ritter - Theremin sur "Stab My Back": Tyson Ritter - Banjo et sitar électrique sur "Night Drive": Nick Wheeler - Guitare classique sur "Top of the World": Nick Wheeler - Percussions additionnelles: Chris Gaylor - Gang vocals sur "Night Drive": The All-American Rejects. Howard Benson, Chris Allen, Keith Nelson, et Dee Anderson | Production - Produit par Howard Benson - Enregistré par Mike Plotnikoff - Mixé par Chris Lord-Alge - Ingénieur assistant : Hatsukazu Inagaki - Edition Pro Tools : Paul Decarli - Technicien batterie : Jon pour Drum Fetish - Technicien guitare : Keith Nelson - Enregistré aux Bay 7 Studios, Valley Village, CA, et Sparky Dark Studio, Calabasas, CA - Cordes enregistrées aux Casey Stone Sunset Sound, Hollywood, CA - Mixé à Resonate Music, Burbank, CA - Masterisé par Ted Jensen aux Sterling Sound, New York Artwork - Direction artistique : Chris Bilheimer - Photographie : Chapman Baehlerlol Marketing et A&R - A&R : Jeff Sosnow - Représentation légale : Richard Grabel - Management : Pat Magnarella and Chris Allen - Management produit : Dyana Kass - Booking : Jenna Adler at CAA - Booking international : Martin Horne at X Ray Touring |

## Classements et certifications

### Classements
| Chart            | Meilleure position |
| ---------------- | ------------------ |
| États-Unis       | 6                  |
| Japon            | 204                |
| Nouvelle-Zélande | 31                 |
| Royaume-Uni      | 45                 |

| Chanson             | Chart             | Meilleure position |
| ------------------- | ----------------- | ------------------ |
| Dirty Little Secret | Billboard Hot 100 | 9                  |
| Dirty Little Secret | UK Singles Chart  | 18                 |
| Move Along          | Billboard Hot 100 | 15                 |
| Move Along          | UK Singles Chart  | 42                 |
| It Ends Tonight     | Billboard Hot 100 | 8                  |
| It Ends Tonight     | UK Singles Chart  | 66                 |

### Certifications
| Pays       | Certification | Ventes     |
| ---------- | ------------- | ---------- |
| Canada     | Platine       | 100,000    |
| États-Unis | 2x Platine    | 2,000,000+ |

## Release history
| Country          | Date             | Format             |
| ---------------- | ---------------- | ------------------ |
| Royaume-Uni      | 11 juillet 2005  | CD, téléchargement |
| États-Unis       | 12 juillet 2005  | CD, téléchargement |
| Australie        | 5 septembre 2005 | CD, téléchargement |
| Nouvelle-Zélande | 5 septembre 2005 | CD, téléchargement |
| États-Unis       | 16 novembre 2005 | Vinyle             |
| Royaume-Uni      | 13 novembre 2006 | Vinyle             |